# Сен-Симон, Анри
Анри́ Сен-Симо́н (полное имя: Клод Анри де Рувруа, граф де Сен-Симон, фр. Claude Henri de Rouvroy, Comte de Saint-Simon, 17 октября 1760, Париж — 19 мая 1825, там же) — французский философ, социолог, известный социальный реформатор, основатель школы утопического социализма. Главные произведения Сен-Симона: «Письма женевского жителя к своим современникам» (1802 г.), «Катехизис индустриалов» (1823 г.), «Новое христианство» (1825 г.).

## Биография
Представитель знатного дворянского рода, родственник герцога Сен-Симона. В его воспитании принимал участие д'Аламбер.
Тринадцати лет от роду он имел смелость сказать своему глубоко верующему отцу Бальтазару Анри дё Рувруа дё Сен-Симону маркизу Сандрикур (1721—1783), что не желает говеть и причащаться, за что тот запер его в тюрьме Сен-Лазар. Весьма рано идея о славе как наиболее достойной побудительной причине человеческих действий вошла в его мировоззрение.
Анри Сен-Симон примыкает к отряду, посланному французским правительством на помощь североамериканским колониям, восставшим против Англии; пять лет участвует в борьбе и, наконец, попадает в плен к англичанам. Освобожденный по окончании войны, он едет в Мексику и предлагает испанскому правительству проект соединения Атлантического и Великого океанов посредством канала. Принятый холодно, он возвращается на родину, где получает место коменданта крепости в Меце и под руководством Г. Монжа изучает математические науки.
Вскоре он выходит в отставку, отправляется в Голландию и старается убедить правительство составить французско-голландский колониальный союз против Англии, но, не преуспев в этом, едет в Испанию с проектом канала, который должен был соединить Мадрид с морем. Вспыхнувшая во Франции революция заставила его вернуться на родину, но, по его собственным словам, он не хотел деятельно вмешиваться в революционное движение, потому что глубоко был убежден в недолговечности старого порядка.
В 1790 году он недолго был мэром в округе, где находилось его имение. В том же году он высказался за уничтожение дворянских титулов и привилегий (в эпоху Реставрации он продолжал, однако, носить титул графа). В то же время Сен-Симон занимался скупкой национальных имуществ и приобрел этим путём довольно значительную сумму. Свои спекуляции он впоследствии объяснял стремлением «содействовать прогрессу просвещения и улучшению участи человечества» путём «основания научной школы усовершенствования и организации большого промышленного заведения». Во время террора Сен-Симон был посажен в тюрьму, откуда вышел лишь после 9 термидора.
В 1797 году Сен-Симон намеревался «проложить новый физико-математический путь человеческому пониманию, заставив науку сделать общий шаг вперед и предоставив инициативу этого дела французской школе». С этой целью он в сорокалетнем возрасте принимается за изучение естественных наук, желая «констатировать их современное состояние и выяснить историческую последовательность, в какой происходили научные открытия»; знакомится с профессорами политехнической, потом медицинской школы, чтобы определить «действие, производимое научными занятиями на тех, кто им предается»; старается превратить свой дом в центр научной и артистической жизни, для чего и женится (в 1801 г.) на дочери одного умершего приятеля, Софи де Шангран.
В следующем году он развёлся с нею и искал руки мадам де Сталь, которая казалась ему единственной женщиной, способною содействовать его научному плану. Он ездил для этого в имение мадам де Сталь на берегу Женевского озера, но не имел успеха. Совершив путешествие по Германии и Англии (1802) и истратив на это последние свои средства, Сен-Симон вернулся во Францию и принужден был взять место переписчика в ломбарде, дававшее ему 1000 франков в год за ежедневный девятичасовой труд, пока один его знакомый, Диар, не предложил ему жить на его средства, дабы иметь возможность продолжать научные занятия.
В 1810 году Диар умер, и Сен-Симон вновь стал страшно бедствовать, прося помощи у богатых людей. Не всегда имея средства для печатания своих трудов, он собственноручно переписывал их в нескольких десятках экземпляров и рассылал разным учёным или высокопоставленным лицам («Mémoire sur la science de l’homme», «Mémoire sur la gravitation universelle»). Тем не менее он издаёт немало брошюр, выступает со статьями в прессе.
В 1820 года после убийства герцога беррийского Шарля-Фердинанда, Сен-Симон был привлечен к суду как моральный сообщник в преступлении. Присяжные оправдали его, и он вскоре написал брошюру «О Бурбонах и Стюартах», где, проводя параллель между этими двумя династиями, предсказывал Бурбонам судьбу Стюартов.
Постепенно Сен-Симон всё более и более начинает приходить к мысли, что права промышленников налагают на них и известные обязанности по отношению к пролетариату. Новое направление не понравилось его богатым покровителям, и он, лишившись их поддержки, скоро снова очутился в крайней нужде, заставившей его посягнуть на свою жизнь (1823). Рана оказалась не смертельной: Сен-Симон лишился только одного глаза. В его пользу была открыта подписка, и собранные суммы позволили ему продолжать его писательскую деятельность.
19 мая 1825 года Сен-Симон умер в Париже на руках у Родрига — одного из наиболее ревностных его учеников. Перед самой смертью граф говорил: «Думают, что всякая религиозная система должна исчезнуть, потому что доказана дряхлость католицизма. Это — глубокое заблуждение; религия не может покинуть мир, она только переменяет вид… Вся моя жизнь резюмируется в одну мысль: обеспечить людям свободное развитие их способностей… Участь рабочих будет устроена; будущность принадлежит нам».
19 мая 1825 года Сен-Симон был похоронен на кладбище Пер-Лашез. На похоронах не было родственников, присутствовали только ученики и друзья графа: Олинд Родриг, Огюст Конт, Огюстен Тьерри, Бартелеми Проспер Анфантен, Этьен-Марин Байи, Леон Галеви и др.

## Мысли и идеи

### Ранние взгляды Сен-Симона
Во время своего пребывания в Женеве Сен-Симон издал первое своё сочинение: «Письма женевского жителя к своим современникам» (1802). Он требует здесь неограниченного господства искусства и науки, которые призваны организовать общество. Воинственный тип человечества должен исчезнуть и замениться научным: «прочь, Александры, уступите место ученикам Архимеда».
Труд — категорический императив нового общества. Все должны будут прилагать свои силы полезным для человечества образом: бедный будет питать богатого, который станет работать головой, а если он к этому неспособен, то обязан работать руками. Духовная власть в новом обществе должна принадлежать учёным, светская — собственникам, а право выбирать носителей обеих властей — всему народу. В сущности, содержание светской власти не выяснено: ей не остается никакого дела, так как вся организация общества, все направление работ находится в руках власти духовной.
Вообще, идеи, высказанные Сен-Симоном, неопределённы и иногда даже противоречивы. Находясь под влиянием аналогичных попыток, сделанных в конце XVIII в., он предлагает новую религию, открытую ему, по его словам, в видении самим Богом. Отличительной чертой этой религии является «ньютонизм»: Ньютону поручено Богом «руководство светом и управление жителями всех планет»; место храмов займут «мавзолеи Ньютона» и т. д.

### Сен-Симон о роли науки
В 1808 году он издал «Введение в научные труды XIX века». Наука, по его мнению, до того времени занималась только опытами, исследовала только факты; это было очень плодотворно, но пора стать на общую точку зрения. Все частные науки — лишь элементы некоторой общей науки, которая именно и есть положительная философия. И в своем целом, и в своих частях наука должна иметь лишь «относительный и положительный характер»; человеческие знания уже достигли такого состояния, при котором их нужно обобщать и строить из них законченное здание.
Эта мысль дополняется другою — о планомерной организации дальнейших научных изысканий. О «пользе новой научной системы», о классификации наук и о связи её с историей развития человечества Сен-Симон говорит и в следующих своих брошюрах: «Lettres au bureau des Longitudes» и «Nouvelle Encyclopédie». В «Записке относительно науки о человеке» он требует создания особой положительной «науки о человеке», которая изучала бы человечество с чисто научной точки зрения, как точные науки изучают мир неорганический. Человечество развивается так же закономерно, как и все органическое, и развитие это ведет к высшему совершенству.
Нельзя рассматривать индивидуум с какой-либо одной стороны — или с политической, или с экономической; нужно брать всю полноту явлений, все их разнообразие и проследить их взаимозависимость и взаимодействие (мысль, осуществленная одним из учеников Сен-Симона, Огюстом Контом, в создании социологии). Наконец, в «Записке о всеобщем тяготении» он стремится найти объяснение всех явлений в законе всемирного тяготения.

### Политические взгляды
События 1814—1815 гг. отвлекли Сен-Симона от чисто научных вопросов и направили его мысль на вопросы политические, а после и социальные, результатом чего явилось несколько политических брошюр.
В «Реорганизации европейского общества», написанной в сотрудничестве с Огюстеном Тьерри, он настаивает на необходимости союза Франции с Англией, что позволило бы этим двум странам ввести конституционные порядки во все другие европейские государства; затем все они вместе образовали бы общеевропейский парламент, который был бы высшим решителем несогласий между отдельными государствами, создал бы кодекс морали и главной своей задачей поставил бы устройство общественных работ, проведение каналов, организацию переселений излишка народонаселения в другие страны.
Ту же идею высказывает Сен-Симон и в последовавших затем «Opinions sur les mesures à prendre contre la coalition de 1815». Эти брошюры Сен-Симон имел возможность издавать потому, что его семейство согласилось уплачивать ему пенсию за отказ его от наследства. В завязавшейся борьбе между промышленными и клерикало-феодальными интересами, между «людьми индустрии с людьми пергамента», он стал на сторону первых, при содействии которых и начал издавать сборник «L’industrie» (1817—1818) с эпиграфом: «все через промышленность, все для неё». Понимая под «индустриализмом» новое промышленное направление в отличие от прежнего аристократизма и ещё не замечая среди самих «индустриалов» противоположности интересов капитала и труда, он доказывает, что только труд даёт права на существование и что современное общество должно состоять из работающих умственно и физически.
«Индустриалов» Сен-Симон рассматривал как единый класс, включая в него всех, кто трудится в промышленности и сельском хозяйстве — как в качестве работников физического труда, так и в качестве предпринимателей. Интеллигентские группы при этом примыкают к классу индустриалов. Линия основного разделения в обществе проходит, по Сен-Симону, между индустриалами и тунеядцами-рантье.
Рантье — эти общественные паразиты — суть рак, которым страдают современные государства. Именно промышленный класс приносит наибольшую пользу государству и имеет наибольшие способности для управления делами государства. С этой точки зрения нужно переделать состав палаты, чтобы устранить из неё «военных», «потребителей, ничего не производящих», которых он прямо называет антинациональной партией.
Ту же защиту «индустриалов против куртизанов и дворян, то есть пчёл против трутней» Сен-Симон ведет в «Politique» (1819), «L’Organisateur» (1819—1820), «Système industriel» (1821—1822), «Catéchisme des industriels» (1822—1823). Место военно-теократического государства, пережившего себя, должно занять государство промышленно-научное; воинская повинность должна уступить место общей обязанности труда; как XVIII в. был по преимуществу критическим, разрушив преграды для образования нового общественного порядка, так XIX в. должен быть творческим, должен создать индустриальное государство, основанное на результатах науки.
В «Organisateur» помещена знаменитая «Парабола», в которой он делает предположение, что Франция вдруг потеряет три тысячи своих первых физиков, химиков, физиологов и других учёных, художников, а также наиболее способных техников, банкиров, негоциантов, фабрикантов, сельских хозяев, ремесленников и т. д. Каковы будут следствия? Так как люди эти «составляют цвет французского общества,… то нация сделается телом без души… И ей нужно будет по крайней мере целое поколение, чтобы вознаградить свои потери». Но предположим внезапную смерть трёх тысяч человек другого рода — членов королевского дома, сановников, государственных советников, министров, епископов, кардиналов, обер-шталмейстеров, обер-церемониймейстеров, префектов и подпрефектов и др. и, «кроме того, десяти тысяч собственников, самых богатых, из тех, которые живут по-барски» — и что же? Добродушные французы очень огорчатся по доброте сердечной, но «из этого несчастного случая не произойдет никакого политического зла для государства», так как скоро найдутся тысячи людей, готовых и способных занять места умерших. Современное общество, с точки зрения Сен-Симона, есть «воистину свет наизнанку, так как те, которые представляют собою положительную полезность, поставлены в подчиненное положение» по отношению к людям неспособным, невежественным и безнравственным.
За «Катехизисом индустриалов» («Catéchisme politique des industriels»), один из выпусков которого был написан Огюстом Контом последовали «Opinions littéraires, philosophiques et industrielles» (1825), где уже окончательно определилось его новое отношение к рабочему классу. Он указывает здесь на принципиальное противоречие между капиталом и трудом, из взаимодействия которых произошла либеральная буржуазия. Задачей революции прошлого века, говорит он, была политическая свобода, а целью нашего века должны быть гуманность и братство. Среднее сословие лишило поземельных собственников власти, но само заняло их место; его путеводной звездой был голый эгоизм. Для борьбы с ним, для водворения на место эгоизма братства, Сен-Симон требует союза королевской власти с рабочими, на знамени которого было бы написано достижение возможно большего экономического равенства.
«Промышленный принцип основывается на принципе полного равенства». Политическая свобода есть необходимое следствие прогрессивного развития; но раз она достигнута, она перестает быть конечной целью. Индивидуализм слишком развил и без того сильный в человеке эгоизм; теперь нужно постараться организовать производство на принципах ассоциации, что скоро приведет к развитию естественных чувств солидарности и взаимной братской преданности. Лозунг индивидуализма — борьба людей друг против друга; лозунг принципа ассоциации — борьба людей в союзе друг с другом против природы. Главная задача государственных людей в индустриальном государстве состоит в заботе о труде. Близко подходя к принципу права на труд, Сен-Симон предвидел, что пролетариат скоро организуется и потребует права на участие во власти; лучшая политика поэтому — соединение обладателей власти с настоящими рабочими против неработающего капитала.

### Сен-Симон о религии
Лебединой песнью Сен-Симона было «Новое христианство». Признавая за христианством Божественное происхождение, он думает, однако, что Бог при откровении применяется к степени понимания людей, вследствие чего даже ученикам Христа Божественная истина не была доступна во всей её полноте. Вот почему главнейшая заповедь Христа, «люби ближнего, как самого себя», теперь может и должна быть выражена иначе: «всякое общество должно заботиться о возможно более быстром улучшении нравственного и физического состояния самого бедного класса; оно должно организоваться таким способом, который всего более содействовал бы достижению этой цели». Новое христианство должно быть преобразованием старого: оно ещё не наступило — оно впереди и приведет ко всеобщему счастью. «Золотой век, который слепое предание помещало до сих пор в прошедшем, на самом деле находится впереди нас». У новых христиан также будет культ, будут догматы; «но нравственное учение будет у них самым главным, а культ и догматы — лишь своего рода придатком». Указав на успехи математики и естествознания, Сен-Симон выражал сожаление, что самая важная наука, «которая образует самое общество и служит ему основанием — наука нравственная» — находится в пренебрежении.
С самых ранних лет мечтая о великих делах и славе, убежденный, что «в Валгаллу славы попадают обыкновенно только убежавшие из дома сумасшедших» и что «необходимо быть вдохновенным, чтобы совершить великое», действительно увлекавшийся своими планами и идеями до самозабвения, иногда до пророческого экстаза, Сен-Симон часто менял одну идею на другую и становился реформатором то в области науки, то в сфере политики, общественного устройства и даже морали и религии. «Изобретатель идей» и мастер в искусстве увлекать людей и направлять их на научные изыскания, он имел многих учеников (Огюст Конт и Огюстен Тьерри — наиболее знаменитые; оба разошлись с ним: второй — когда Сен-Симон стал равнодушно относиться к политическим вопросам и сосредоточил все своё внимание на социальных, первый — когда Сен-Симон стал вносить в своё учение религиозно-мистический элемент) и давал им важные руководящие идеи, для доказательства которых всегда нуждался, однако, в исследованиях своих учеников. Он не высказывал своего учения в систематическом виде; самая мысль его часто отличалась неясностью. Так называемая система сенсимонизма была создана не им, а его учениками. Во всех сферах он лишь намечал новые направления.

### Концепция исторического прогресса
Не довольствуясь понятиями «личность» и «государство», которыми оперировали XVIII век и либерализм XIX века, Сен-Симон даёт между ними место и даже преобладающее значение «обществу», в котором личность — органическая частица, государство по отношению к личности — нечто производное. Общество в каждую данную минуту определяется известной организацией материальных сил и известным мировоззрением, соответствующим этой организации. От изменения — очень медленного — в соотношении материальных частиц зависит ход исторических событий. Законы, которым подчиняются общественные изменения, подлежат научному изучению, после которого возможно будет установить точные правила для руководства обществом. Отсюда понятно равнодушие Сен-Симона к политике и подчеркивание социальной стороны жизни народов; отсюда и осуждение им прежней исторической науки, бывшей, по его словам, простой биографией власти.
Мысль о необходимости преобразования истории тесно связана со взглядами Сен-Симона на экономическую эволюцию Европы, которой он дал даже общую формулу: история Европы была для него превращением военного общества в промышленное, а эволюция труда представлялась ему как последовательность рабства, крепостничества и свободного наемничества, за которым, в свою очередь, должна последовать стадия общественной работы (travail sociétaire).
Великую французскую революцию Сен-Симон рассматривал как революцию незавершённую. Основной её недостаток он видел в том, что она не передала власть в руки «индустриалов» и учёных, а поставила во главе государства два промежуточных слоя: метафизиков и законников («легистов»). Эти промежуточные слои сыграли в своё время положительную роль в смягчении норм феодально-богословского строя, но оказались неспособными обеспечить переход к новой системе.
Вообще, всем своим учением об обществе Сен-Симон связал своё имя с первой стадией эволюции позитивизма, а взгляды, высказанные им в последние годы относительно рабочего класса, сделали его родоначальником социализма.

### Сен-Симон и коммунистическая идеология
В статье «Три источника и три составных части марксизма» В. И. Ленин назвал идеи Сен-Симона, Фурье и Оуэна одним из трёх источников марксизма. Лозунг «От каждого по его способностям, каждому — по его труду» (так называемый «принцип социализма»), провозглашённый в Конституции СССР 1936 года (ст. 12), восходит к тезису, выдвинутому в книге С.-А. Базара «Изложение учения Сен-Симона» (1829) (во введении к этой книге, резюмируя содержание восьмой лекции по основам сенсимонизма, прочитанной 25 марта 1829 года, Базар формулирует данный тезис в следующей форме: «Каждому по его способности, каждой способности по её делам»). Позднее указанный лозунг стал широко известен благодаря французскому публицисту П. Ж. Прудону, широко использовавшему его в своих сочинениях, а в СССР он применялся для характеристики положения личности в социалистическом обществе.

## Публикация сочинений в русском переводе
- Сен-Симон А. Собрание сочинений. М., Л., 1923.
- Сен-Симон А. Избранные сочинения. Т. 1-2 М., Л., 1948.